# Treutlen County
Treutlen County is een county in de Amerikaanse staat Georgia.
De county heeft een landoppervlakte van 520 km² en telt 6.854 inwoners (volkstelling 2000). De hoofdplaats is Soperton.